# Константинов, Михаил Сергеевич (учёный)
Михаил Сергеевич Константинов (род. 6 марта 1939) — советский и российский учёный в области авиации и космоса, доктор технических наук (1975), профессор (1978).

## Биография

### Краткая справка
- 1957 — 1962 гг. — учился и закончил Московский авиационный институт. Специальность - летательные аппараты. Присвоена квалификация инженера-механика по летательным аппаратам.
- 1960 — 1965 гг. — учился и закончил Московский государственный университет им. М.В. Ломоносова. Специальность - математика. Присвоена квалификация математика.
- 1962 — 1967 гг. — инженер, старший инженер, старший научный сотрудник кафедры 102 Московского авиационного института.
- 1962 — 1966 гг. — заочная аспирантура в Московском авиационном институте.
- 1966 г. — защитил диссертацию на соискание учёной степени кандидата технических наук по специальности «Конструкция и проектирование летательных аппаратов».
- 1967 — 1976 гг. — ассистент, старший преподаватель, доцент кафедры 601 Московского авиационного института.
- 1972 г. — присвоено учёное звание доцента по кафедре «Проектирование летательных аппаратов».
- 1975 г. — защитил диссертацию на соискание учёной степени доктора технических наук по специальности 05.07.02 «Конструкция и проектирование летательных аппаратов».
- 1976 г. — по н.в. — профессор кафедры «Космические системы и ракетостроение» Московского авиационного института.
- 1978 г. — присвоено учёное звание профессора по кафедре «Проектирование летательных аппаратов».
- 1996 г. — по н.в. — старший научный сотрудник, ведущий научный сотрудник, главный научный сотрудник научно-исследовательского института прикладной механики и электродинамики МАИ.
- 2003 — 2009 гг. — главный специалист и ведущий специалист Федерального Государственного предприятия «НПО» им. С. А. Лавочкина.
- 2006 г. — по н.в. — академик Международной академии астронавтики.
- 2016 г. — по н.в. — профессор кафедры «Механика космического полёта» Института прикладных технико-экономических исследований и экспертиз РУДН.
- 2018 г. — по н.в. — профессор департамента механики и мехатроники Института космических технологий РУДН.

### Научная работа

#### Направления исследований
- Проанализировано требуемое совершенство ядерной электроракетной двигательной установки (удельной массы установки) для реализации пилотируемой марсианской экспедиции. Проведён анализ этого требуемого совершенства как функции времени экспедиции и массы космического комплекса, выводимого на базовую околоземную орбиту.
- Выполнен анализ влияния характеристик энергетической установки при использовании электроракетной двигательной установки в проекте исследования Меркурия.
- Для проекта исследования Солнца проанализированы рациональные характеристики солнечной энергетической установки КА с электроракетной двигательной установкой. Проанализировано прямое (без гравитационных манёвров) выведение КА на низкую гелиоцентрическую орбиту с большим наклонением к плоскости солнечного экватора
- Показано, что в начале энергетически сложного межпланетного перелёта целесообразно использовать гелиоцентрический перелёта Земля — Земля с гравитационным манёвром у Земли. Траектория гелиоцентрического перелёта реализуется с применением электроракетной двигательной установки. Такой манёвр позволяет существенно увеличить величину гиперболического избытка скорости и расширяет транспортные возможности КА. Показано, как расширяются транспортные возможности космических систем на базе ракет-носителей среднего («Союз-2») и тяжёлого класса («Союз-2») при использовании такой схемы перелёта и солнечной электроракетной двигательной установки с электрической мощностью 5 кВт.
- Проанализировано изменение оптимального профиля тяги электроракетной двигательной установки (закона включения — выключения двигателя) как функции характеристик транспортной системы для космических транспортных задач.
- Разработан метод оптимизации сложных схем межпланетного перелёта (перелётов с цепочкой гравитационных манёвров) КА с электроракетной двигательной установкой. Метод использует три этапа. На первом этапе анализируется задача оптимизации траектории перелёта к планете назначения с использованием гравитационных манёвров и дополнительных импульсов скорости в глубоком космосе. Задача оптимизации перелёта формулируется как задача безусловной минимизации функционала большого числа переменных, в качестве которого выступает характеристическая скорость перелёта. Для решения сформулированной задачи используются метод эволюционной стратегии с адаптацией матрицы ковариаций. На втором этапе отдельно проводится оптимизация каждого из гелиоцентрических участков (планета-планета) рассматриваемого маршрута. При этом используются моменты времени выполнении гравитационных манёвров и векторы гиперболических избытков скорости после гравитационных манёвров, полученные на первом этапе. На третьем этапе решается многоточечная краевая задача сквозной оптимизации. При этом весь набор необходимых условий оптимальности для гравитационных манёвров удовлетворяются.
- Проанализированы несколько схем выведения КА на гелиоцентрические орбиты для исследования Солнца (проект «Интергелио-Зонд»). Эти орбиты имеют относительно малые радиусы перигелия (рассмотрены варианты от 50 до 100 радиусов Солнца) и относительно большое наклонение к плоскости эклиптики и к плоскости солнечного экватора. Показано, что использование электроракетной двигательной установки на начальном этапе гелиоцентрического перелёта и системы гравитационных манёвров позволяет обеспечить выведение на конечную рабочую орбиту КА достаточно большой массы за относительно малое время (например, 5 лет). Проанализированы ряд цепочек гравитационных манёвров, обеспечивающих выведение КА на рабочие орбиты и выделены схемы полёта, которые могут быть рекомендованы для использования.
- Рассмотрена проблема парирования траекторных возмущений, которые могут возникнуть при межпланетном перелёте КА с электроракетной двигательной установкой из-за временной невозможности штатного использования двигателя. Показано, что такая нештатная ситуация (нештатное выключение двигателя) должна быть предусмотрена при проектировании межпланетной траектории КА. Предложен подход к проектированию траектории межпланетного перелёта КА с электроракетной двигательной установкой с учётом необходимости парирования возмущения траектории, связанного с нештатным выключением ЭРДУ в любой точке любого активного участка траектории. Получены оценки допустимой продолжительности нештатного выключения ЭРДУ для рассматриваемых ранее программных траекторий. Сделан вывод о целесообразности корректирования номинальных траекторий для увеличения предельно допустимого времени нештатного выключения двигателя. Предложены два пути корректировки номинальных траекторий. Они основаны на увеличении длительности пассивного участка на конечном участке гелиоцентрического перелёта и на введении одного или нескольких дополнительных пассивных участков на гелиоцентрических траекториях перелёта. Показано, что оптимизация характеристик дополнительных пассивных участков (их положение на траектории и длительность) приводит к увеличению предельно допустимого времени нештатного выключения двигателя до уровня, который может удовлетворять проектанта транспортной системы.

### Научные интересы
- Проектно-баллистический анализ транспортных операций в космосе
- Механика космического полёта КА с двигателями малой тяги
- Проектирования траекторий при реализации сложных схем межорбитального и межпланетного перелётов

## Преподавание
- Читает курсы лекций:

1. «Проектирование траекторий межпланетного полёта»
2. «Основы теории полёта»
3. «Теория движения космических аппаратов»
4. «Теория движения малых космических аппаратов»
5. «Теория движения летательных аппаратов»

## Награды и звания
- Медаль Российского космического агентства «Звезда Циолковского» за № 031
- «Знак Циолковского» Федерального космического агентства
- Знак «За содействие космической деятельности» Федерального космического агентства
- Премия имени Ф. А. Цандера 2008 года (постановление Президиума РАН № 548 от 21 октября 2008 года)

### Книги
- Методы математического программирования в проектировании летательных аппаратов / М.С. Константинов. - Москва : Машиностроение, 1975. - 164 с. : черт.
- Механика космического полёта : [Учеб. для втузов / М. С. Константинов, Е. Ф. Каменков, Б. П. Перелыгин, В. К. Безвербый]; Под ред. В. П. Мишина. - Москва : Машиностроение, 1989. - 406,[1] с. : ил.; 22 см.; ISBN 5-217-00145-3
- Оптимизация траекторий гелиоцентрических перелётов / М. С. Константинов, В. Г. Петухов, М. Тейн. - Москва : Изд-во МАИ, 2015. - 259 с. : ил., табл.; 20 см. - (Научная библиотека / МАИ).; ISBN 978-5-4316-0287-0 : 500 экз.

### Избранные статьи
- Список трудов М. С. Константинова в каталоге Российской национальной библиотеки
- В числе других научных работ:

1. Konstantinov, M.S. Analysis of the Requested Perfection of a Nuclear Electric Propulsion System for a Mars Mission with a 2-Year Duration // Cosmic Research, 2018, 56(5), pages 352—364 https://link.springer.com/article/10.1134/S0010952518050039
2. Konstantinov M.S. Analysis of the Change in the Optimum Thrust Profile as a Function of the Parameters of the Transport System with Electric Propulsion // AIP Conference Proceedings (2018) AIP Conference Proceedings 2046, 020048 (2018). https://doi.org/10.1063/1.5081568
3. Konstantinov M.S., Thein M. Method of interplanetary trajectory optimization for the spacecraft with low thrust and swing-bys // Acta Astronautica, 2017, 136, pages 297—311 https://www.sciencedirect.com/science/article/pii/S0094576516305975
4. Konstantinov M.S., Thein M. Optimization of the trajectory of the spacecraft insertion into the system of heliocentric orbits //Cosmic Research, 2017, 55(3), pages 214—223 https://link.springer.com/article/10.1134/S0010952517020034
5. Konstantinov, M.S. Optimal direction of the hyperbolic excess velocity vector at the boundary points of the heliocentric flight // Advances in the Astronautical Sciences, 2017, 161, с. 731—750 http://www.univelt.com/book=6305
6. Konstantinov M., Svotina V. Analysis for Feasibility of Spitzer’s Schemes Complication for Spacecraft Final Insertion into Geostationary Orbit by Electric Propulsion // Procedia Engineering, 2017, 185, с. 304—311 https://www.sciencedirect.com/science/article/pii/S1877705817314625
7. Konstantinov M., Thein M. Preliminary Optimization of the Complicated Interplanetary Flight Path of the Spacecraft with Electric Propulsion // Procedia Engineering, 2017, 185, с. 246—253 https://www.sciencedirect.com/science/article/pii/S1877705817314613
8. Konstantinov M.S., Thein M. Low thrust trajectory optimization using covariance matrix adaptation evolution strategy //Advances in the Astronautical Sciences, 2017, 161, с. 435—454 http://www.univelt.com/book=6305
9. Konstantinov M.S., Nguyen D.N. The analysis of ballistic capabilities for countering disturbances associated with temporary emergency electric propulsion shutdown //Solar System Research, 2016 50(7), с. 560—567
10. Platov I.V., Simonov A.V., Konstantinov M.S. Choosing an efficient option of the combined propulsion system and flight profile of the INTERHELIO-PROBE // Solar System Research, 2016 50(7), с. 581—586 https://link.springer.com/article/10.1134/S0038094616070212
11. Константинов М. С., Орлов А. А. Анализ влияния характеристик энергетической установки при использовании ЭРДУ в проекте исследования Меркурия // Известия РАН. Энергетика, № 3, 2018, с. 106—118 https://www.libnauka.ru/journal/izvestiya-ran-energetika/izvestiya-rossiyskoy-akademii-nauk-energetika-2018-3/
12. Константинов М. С., Тейн Мин. Рациональные характеристики солнечной энергетической установки КА с ЭРДУ при прямом выведении на гелиоцентрическую орбиту для исследования Солнца // Известия РАН. Энергетика, № 3, 2018, с. 93-105. http://www.enin.su/press/magazine_of_energy
13. Константинов М. С. Анализ возможностей космической транспортной системы при использовании электроракетной двигательной установки и гравитационного манёвра у Земли в начале межпланетного перелёта // Некоторые аспекты современных проблем механики и информатики: сб. науч. ст. М.: ИКИ РАН, 2018. С. 153—165 DOI: 10.21046/aspects-2018-153-165